# Filippo Marchionni
Filippo Marchionni (Roma, 16 aprile 1732 – Ancona, 27 marzo 1805) è stato un architetto e pittore italiano, figlio d'arte del più celebre Carlo Marchionni e di Anna Teresa Duplesi.

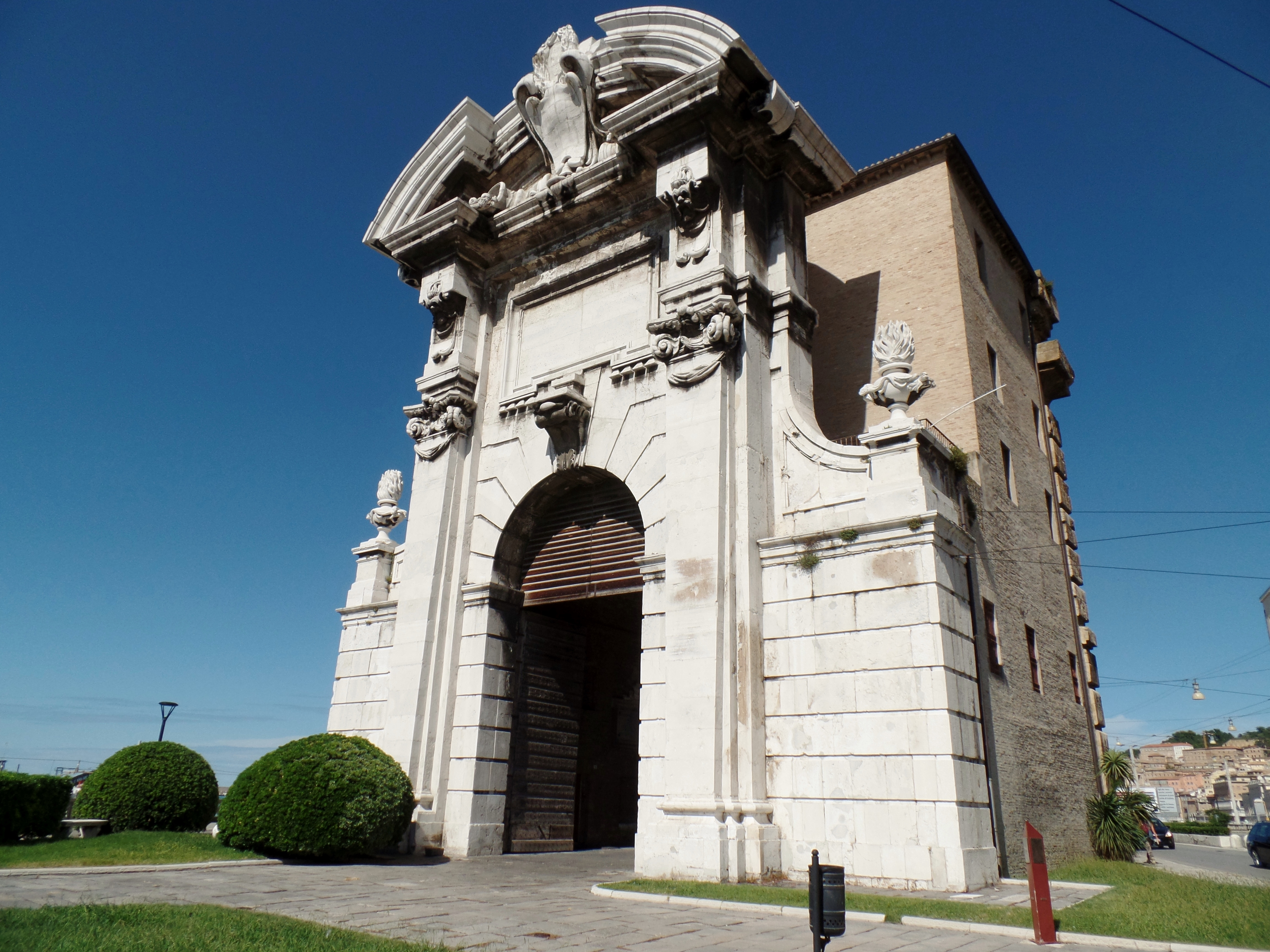
Porta Pia ad Ancona.

Una delle sue prime opere fu un centrotavola in argento e cristallo, commissionatogli dal cardinale L. A. Fernández de Portocarrero nel 1751.
Nel 1756 il padre fu incaricato di portare a termine la realizzazione delle opere vanvitelliane nel porto di Ancona e a partire dal 1760 Filippo Marchionni collaborò con lui al completamento.
Lavorò tra il 1787 ed il 1789 alla progettazione e alla costruzione di Porta Pia, maestoso ingresso monumentale della città di Ancona voluto e finanziato da papa Pio VI.
Ereditò dal padre la carica di secondo architetto ingegnere della Congregazione delle acque nel 1773, per poi essere nominato, nel 1776 da papa Pio VI, architetto coadiutore della Fabbrica di San Pietro.
Nel 1777 progettò la sistemazione del porto di Anzio e nel 1790 quella del porto di Terracina. Dal 1784 fu architetto del re di Spagna.